# Véronique de Saint-Vaulry
Véronique de Saint-Vaulry, (Famille Dargier de Saint-Vaulry), sculpteur animalier, écrivain et journaliste équestre,  vice-championne d’Europe de trec en 1993, née en 1965, s’est fait connaître pour ses recherches sur la psychologie du cheval. À la lueur de ses observations de terrain (extérieur, loisir, équitation classique et comportementale, éthologie scientifique), elle a mis au point une méthode cohérente pour gérer les peurs du cheval et améliorer sa motivation. Les grands axes en sont la liberté de balancier, les contrats (distance en main, responsabilisation du cheval monté), et les renforcements positifs.
Elle est l’auteure de nombreux articles dans la presse équestre et de 6 livres qui font la synthèse de ses travaux.

## Œuvres
- Le cheval d’extérieur, l’éduquer, le dresser (éd. Vigot)
- Communiquer avec son cheval (éd. Vigot)
- Quand le cheval a peur (éd. Vigot)
- Embarquer son cheval, problèmes et solutions (éd. Vigot, 2010)
- Éduquer le poulain du sol à la selle (éd. Vigot, juin 2011)
- Comprendre et Motiver le Cheval au manège (éd. Vigot, juillet 2020)

## Sculpture
Depuis l'an 2000, Véronique de Saint-Vaulry sculpte les animaux, en terre, fil de fer, ou bronze, avec une préférence pour les chevaux et les ânes. Appuyées sur une parfaite connaissance anatomique de l'animal, ses œuvres se caractérisent par la simplification des détails, au profit de l'émotion que chacun lui inspire. Douceur et malice des ânes, rondeurs paisibles des chevaux de trait, dynamique des chevaux de sang. On retrouve dans ses sculptures l'esprit qui anime ses livres: un animal expressif, que ne déforment jamais la peur, l'agressivité, la douleur... 